# Dirk Thys van den Audenaerde
Dirk Frans Elisabeth Thys van den Audenaerde (Mechelen, 14 maart 1934) is een Belgisch zoöloog. Hij specialiseerde zich in de studie van de biodiversiteit, biogeografie, anatomie en systematiek van vissen, in het bijzonder de cichliden van Midden-Afrika. Hij is eredirecteur van het Koninklijk Museum voor Midden-Afrika in Tervuren en emeritus hoogleraar aan de Katholieke Universiteit Leuven.

## Biografie
Thys van den Audenaerde studeerde af als landbouwingenieur aan de Universiteit Gent in 1956 met een scriptie getiteld "Bijdrage tot de systematiek en tot de kennis van het voedingsregime der Tilapia-soorten van Belgisch Kongo". Hij behaalde nadien een licentiaat dierkunde aan de ULB in 1959. In 1970 doctoreerde hij in Gent op de dissertatie "Bijdrage tot een systematische en bibliografische monografie van het genus Tilapia (Pisces, Cichlidae)". Ondertussen was hij wetenschappelijk medewerker geworden aan het Koninklijk Museum voor Midden-Afrika waar hij in 1980 waarnemend directeur en in 1985 directeur werd, tot zijn pensioen in 1999. Vanaf 1975 tot 1999 was hij ook buitengewoon hoogleraar aan de K.U. Leuven. 
Sedert 1978 is hij lid van de Koninklijke Vlaamse Academie van België voor Wetenschappen en Kunsten.

## Werk
Thys van den Audenaerde ondernam talrijke studiereizen naar West- en Midden-Afrika (Congo/Zaïre, Mali, Senegal, ...) om de visfauna te bestuderen.
Hij beschreef talrijke nieuwe taxa, waaronder de cichlidensoorten Tilapia dageti, Tilapia walteri en Tilapia coffea en de cichlidengeslachten Danakilia, Pelmatolapia en Triglachromis.
Een aantal diersoorten hebben als eerbetoon aan hem de soortnaam thysi gekregen, zoals Sargochromis thysi, Doumea thysi en Barbus thysi.

## Enkele publicaties
- The freshwater fishes of Fernando Póo. Verh. K. Vlaamse Acad. Wet. Lett. Sch. Kunst. België (1967), 167 pp.
- An annotated bibliography of Tilapia (Pisces, Cichlidae). Document. zool. Kon. Mus. centr. Afr. (1968), 406 pp.
- Description of a small new Tilapia (Pisces, Cichlidae) from West Cameroon. Rev. Zool. Bot. Afr. (1972), vol. 85, blz. 93-98.
- Naissance du Congo belge (Brussel, 1989)
- Koninklijk Museum voor Midden-Afrika Tervuren (1994).